# Pilotrichella pilifolia
Pilotrichella pilifolia är en bladmossart som beskrevs av Hugh Neville Dixon 1918. Pilotrichella pilifolia ingår i släktet Pilotrichella och familjen Meteoriaceae. Inga underarter finns listade i Catalogue of Life.